# Crudia sparei
Crudia sparei là một loài thực vật có hoa trong họ Đậu. Loài này được Whitmore miêu tả khoa học đầu tiên.